# Tiempos que cambian
Tiempos que cambian iba a ser el noveno álbum de estudio del cantautor chileno Víctor Jara como solista, quedó inconcluso, ya que luego del golpe de Estado de 1973, el cantautor fue asesinado. Originalmente, el álbum iba a ser llamado Tiempos nuevos, pero posteriormente el nombre fue modificado al nombre como se conoce actualmente. El álbum ha sido editado de diversas formas, en diversas ocasiones y en distintos países, cambiando su nombre por los de: Manifiesto, Presente y Últimas Canciones, entre otros, reemplazándose sus canciones por otras, e incluyéndose canciones adicionales.
En las grabaciones de este álbum se encontraban colaborando el grupo chileno Inti Illimani y el músico chileno Patricio Castillo. Patricio Castillo perteneció hasta 1971 a Quilapayún, posteriormente se reintegró nuevamente a la banda, de manera definitiva, varios años más tarde. La mayoría de las canciones fueron compuestas por Víctor Jara, con excepción de «Aquí me quedo», compuesta junto con Patricio Castillo.

## Versiones
Aunque este álbum nunca se editó de forma íntegra, sí se utilizaron sus canciones para publicar diversos álbumes, los cuales además agregaban otras canciones, y modificaban la carátula concebida originalmente, la cual incluía una fotografía de Víctor Jara en blanco y negro, de perfil, mirando hacia el lado derecho. Dicha imagen, luego fue reutilizada en 2001, por WEA Chile, para la edición de la Antología musical.

## Lista de canciones
Toda la música compuesta por Víctor Jara, salvo que se indique lo contrario. 
| Tiempos que cambian |                                                         |                                              |          |  |
| N.º                 | Título                                                  | Música                                       | Duración |  |
| 1.                  | «Aquí me quedo»                                         | Pablo Neruda, Patricio Castillo, Víctor Jara | 3:01     |  |
| 2.                  | «Caicaivilú (o La serpiente luminosa)» (single A, 1972) |                                              | 3:10     |  |
| 3.                  | «Cuando voy al trabajo»                                 |                                              | 3:53     |  |
| 4.                  | «Doncella encantada (o Huillimalón)» (single B, 1972)   |                                              | 4:19     |  |
| 5.                  | «Manifiesto»                                            |                                              | 4:29     |  |
| 6.                  | «Pimiento (o El Pimiento)»                              |                                              | 3:55     |  |
| 7.                  | «Vientos del Pueblo»                                    |                                              | 2:37     |  |
| 25:24               |                                                         |                                              |          |  |

## Créditos
Relanzamiento de 2001:
- Patricio Castillo: canciones 1, 3, 5
- Inti Illimani: canción 6

- Carlos Esteban Fonseca: adaptación y diseño
- Joaquín García: masterizado
- Patricio Guzmán, Antonio Larrea: fotografía